# Vlajko Šparavalo
Vlajko Šparavalo (Novi Sad, 1937. — Sarajevo, 30. srpnja 1993.), bio je bosanskohercegovački glumac. 
Početkom rata, glumac Narodnog kazališta, u kojem je ostvarivao velike uloge, Vlajko Šparavalo je s obitelji i sugrađanima ostao u opsadnom Sarajevu. Trpio je granatiranje grada, svakodnevno odlazeći na probe, te izvođenjem kazališnih predstava. Posljednju značajnu ulogu ostvario je u drami Ante Šoljana Galilejevo uzašašće, koja je prvi i posljednji put izvedena 8. lipnja 1993. godine na sceni Kamernog teatra 55 u Sarajevu. 
Ubijen je granatom, 30. srpnja 1993. godine u opsjednutom Sarajevu.

## Vanjske povezice
- Godišnjica pogibije Vlajka Šparavale